# El secreto de Christine
El Secreto de Christine es una novela del escritor irlandés John Banville firmada bajo el seudónimo de Benjamin Black.

## Trama
La acción de esta novela se desarrolla en Dublín durante los años cincuenta. Quirke, un médico forense con problemas con el alcohol a raíz de perder a su mujer, descubre cómo Malachy Griffin, reputado ginecólogo y casi un hermano para él, falsifica el informe de una tal Christine Falls, una de las recién llegadas al depósito de cadáveres. A partir de aquí, Quirke, sustituyendo al clásico papel del detective de otras novelas, no parará hasta descubrir la verdad sobre un formidable complot donde no falta de nada: complicadas relaciones familiares, identidades ocultas,  organizaciones clandestinas, tráfico de niños,  pactos entre poder e Iglesia, así como algún que otro asesinato.
- Datos: Q5826577